# Acacia brachystachya
Acacia brachystachya är en ärtväxtart som beskrevs av George Bentham. Acacia brachystachya ingår i släktet akacior, och familjen ärtväxter. Inga underarter finns listade i Catalogue of Life.